# Thành phố đô thị Cagliari
Thành phố đô thị Cagliari (tiếng Ý: Città metropolitana di Cagliari) thuộc vùng Sardegna, Ý. Thủ phủ là thành phố Cagliari và có 17 comuni. Nó được thành lập vào năm 2016 và thay thế tỉnh Cagliari. Cư dân thành phố đô thị Cagliari đạt 432.000. Con số này có thể tăng lên do khu đô thị chức năng có khoảng 477.000 người
Thành phố đô thị Cagliari trải dài tại phần phía nam của đồng bằng Campidano, giữa hai dãy núi. Dãy Sulcis ở phía tây, có núi Arcosu, và Punta Sebera. Phía đông là dãy núi Monte Linias, có núi Punta Serpeddì và Sette Fratelli. Các dãy này gồm đá phiến sét Ordovic và đá granit cácbon và không cao quá 1.000 m, ngoại trừ núi Caravius cao 1.116 m.
Theo dữ liệu năm 2014 từ Bộ Kinh tế và Tài chính, thu nhập bình quân của cư dân Cagliari đạt 122% trung bình toàn quốc; số liệu của vùng đô thị là 103% và toàn đảo Sardinia là 86%. 26% cư dân trên đảo sống tại thành phố đô thị Cagliari và tạo ra 31% GDP của đảo, thu nhập khu vực đô thị lớn hơn phần còn lại của Sardegna. Theo Eurostat vào năm 2009 vùng đô thị Cagliari có tiêu chuẩn sức mua (PPS) đầu người là 21.699 euro, bằng 92,4% con số của Liên minh châu Âu.

## Hành chính
| Khu tự quản                           | Diện tích (km²) | Dân số 2001 | Dân số 1/2016 | %    | Mật độ (người/km²) |
| ------------------------------------- | --------------- | ----------- | ------------- | ---- | ------------------ |
| Cagliari / Casteddu                   | 85,45           | 164.249     | 154.460       | -6,0 | 1. 808             |
| Quartu Sant'Elena / Quartu Sant'Aleni | 96,20           | 68.040      | 71 125        | 4,5  | 739                |
| Selargius/Ceraxius                    | 26,71           | 27.440      | 28.975        | 5,6  | 1.085              |
| Assemini / Assèmini                   | 117,50          | 23.973      | 26.686        | 11,3 | 227                |
| Capoterra / Cabuderra                 | 68,25           | 21.391      | 23.661        | 10,6 | 347                |
| Sestu                                 | 48,32           | 15.233      | 20.786        | 36,5 | 430                |
| Monserrato / Pauli                    | 6,50            | 20.356      | 20.055        | -2,5 | 3.085              |
| Sinnai / Sìnnia                       | 223,38          | 15.235      | 17.225        | 13,0 | 77                 |
| Quartucciu                            | 27,87           | 10.766      | 13.224        | 22,8 | 474                |
| Elmas / Su Masu                       | 13,70           | 7.930       | 9.395         | 18,5 | 686                |
| Uta / Uda                             | 134,46          | 6.692       | 8.553         | 27,8 | 64                 |
| Decimomannu / Deximumannu             | 28,05           | 6.836       | 8.139         | 19,1 | 290                |
| Maracalagonis                         | 101,60          | 6.731       | 7.912         | 17,5 | 78                 |
| Pula                                  | 138,79          | 6.535       | 7.422         | 13,6 | 53                 |
| Settimo San Pietro                    | 23,21           | 5.949       | 6.697         | 12,6 | 289                |
| Sarroch / Sarroccu                    | 67,88           | 5.243       | 5.244         | 0,0  | 77                 |
| Villa San Pietro / Santu Perdu        | 39,61           | 1.778       | 2.098         | 18,0 | 53                 |
| Tổng                                  | 1.248,42        | 414.377     | 431.657       | 4,2  | 346                |